# Manuel Sebastián Campos Sánchez
Manuel Sebastián Campos Sánchez; (Buin, 1 de julio de 1853 - 23 de septiembre de 1930) fue un Agricultor y político chileno. Hijo de Daniel Campos Menchaca y Elena del Carmen Sánchez Stöwhas. Educado en el Colegio de los Sagrados Corazones de Santiago. Se dedicó a la agricultura en las tierras de su familia, en la zona del Maipo y del Cachapoal. Amplió las tierras familiares en pocos años y estableció un fundo en Talca.
Miembro del Partido Conservador, fue elegido Alcalde de la Municipalidad de Rancagua (1910-1915). Durante su administración se conmemoraron los 100 años de la Batalla de Rancagua el 1 de octubre de 1912, instalando un monumento en la Plaza de Armas, en homenaje a Bernardo O'Higgins.